# Johann Samuel König
Johann Samuel König (Büdingen, 31 de julho de 1712 — Zuilenstein próximo de Amerongen, 21 de agosto de 1757) foi em matemático alemão.

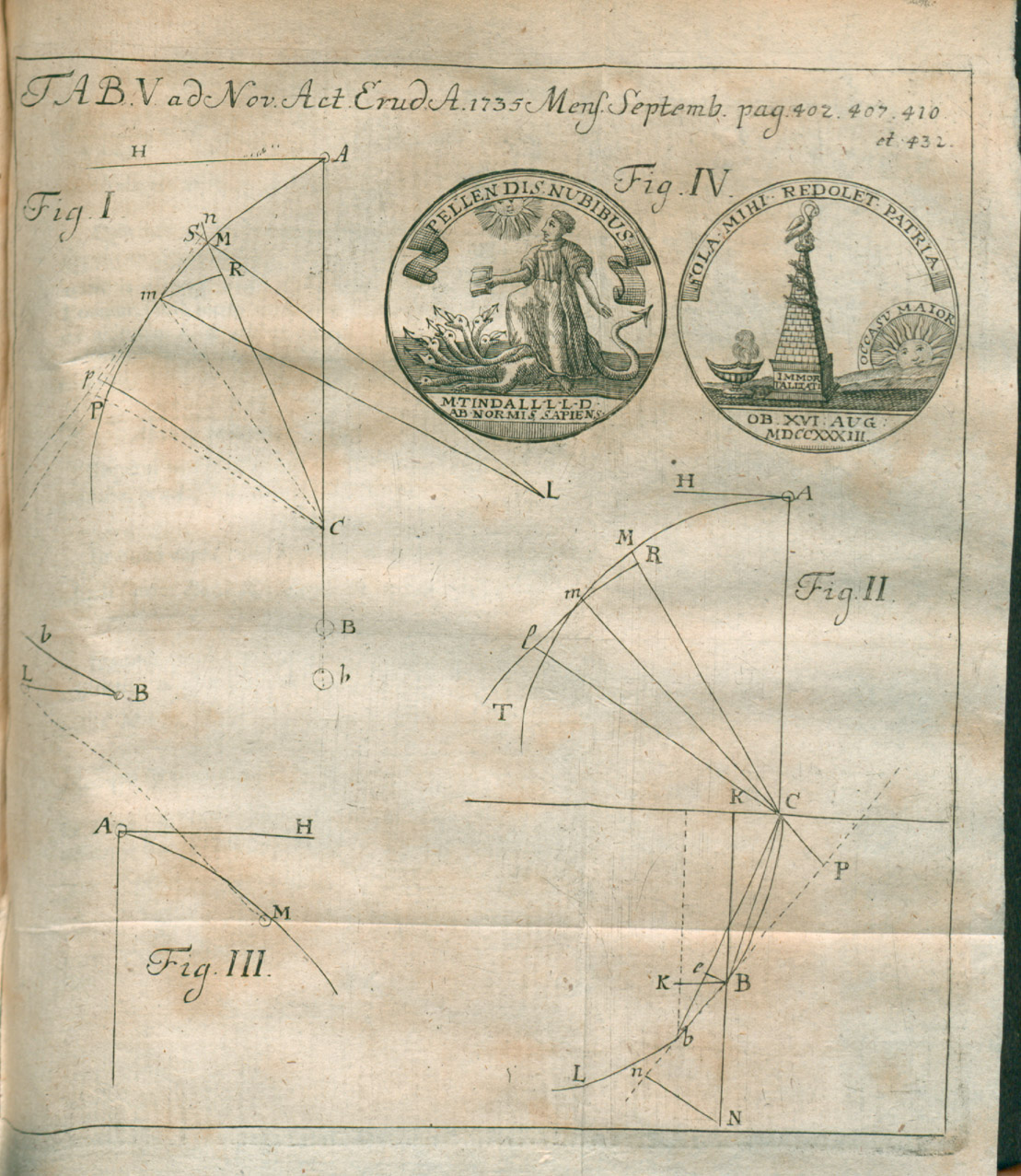
Ilustração de De nova quadam facili delineatu trajectoria publicada em Acta eruditorum, 1735

Johann Bernoulli foi instrutor de König e Pierre Louis Maupertuis no mesmo período. König é lembrado principalmente por seu desacordo com Leonhard Euler sobre o princípio da ação mínima. É também lembrado por ter sido tutor de Émilie du Châtelet, uma das poucas físicas do século XVIII.